# Zweipunktiger Eichenprachtkäfer
| Bilder des Zweipunktigen Eichenprachtkäfers                                                                                       | |
| | |
| Bild 1: Doppelter Seitenrand des Halsschildes; die dadurch umschlossene Fläche erscheint hier durch die Beleuchtung etwas heller. | Bild 2: grün: Kinnfortsatz der Vorderbrust orange: Prosternalfortsatz blau: Mittelbrust ocker: Hinterbrust |
| | |
| Bild 3: Aufsicht | |
| | |
| Bild 4: Seitenansicht. Die Hinterhüfte erscheint vor den Hinterbeinen keulenförmig hell                                           | |
| | |
| Bild 5: Unterseite | |
| | |
| Bild 6: Larve (nach Reitter) | Bild 7: Vorderansicht                                                                                      |

Der Zweipunktige Eichenprachtkäfer oder Zweigefleckte Eichenprachtkäfer (Agrilus biguttatus) ist ein Käfer aus der Familie der Prachtkäfer und der Unterfamilie der Agrilinae. Der metallisch grün, blau oder kupfrig glänzende schlanke Käfer ist an den zwei weißen Punkten auf den Flügeldecken leicht zu erkennen. Er wird zwischen acht und dreizehn Millimeter lang.
Im Gegensatz zu fast allen Prachtkäferarten ist der Zweipunktige Eichenprachtkäfer nicht gemäß Bundesartenschutzverordnung gesetzlich besonders geschützt. Er wird auch in keiner Roten Liste geführt.

## Bemerkungen zum Namen
Ein Prachtkäfer mit dem Namen Buprestis biguttata wurde sowohl von Scopoli 1763 als auch von Fabricius 1776 beschrieben. Bei der von Scopoli beschriebenen Art handelt es sich jedoch um einen anderen Käfer. Die Erstbeschreibung von Agrilus biguttatus erfolgte durch Fabricius 1776. Sie enthält die lateinische Formulierung Elytra linearia, viridia puncto parvo albo ad suturam „Flügeldecken gestreckt, grün mit einem kleinen weißen Punkt nahe der Flügeldeckennaht“. So erklärt sich der lateinische Artname biguttātus „mit zwei Tropfenflecken“.
Die Gattung Agrilus wurde von dem  Engländer Curtis 1825 aufgestellt. Den Namen übernahm er von Megerle.
Die Erklärung des Gattungsnamens Agrīlus ist unsicher. Schenkling versieht seine Erklärung (von altgriechisch άγρα ágra „Jagd, Beute“ und είλω  ēīlo „sich versammeln“) mit einem Fragezeichen. Ein Bezug zu Eigenschaften der Arten der Gattung ist nicht erkennbar.
Die Gattung Agrilus ist in Europa mit über siebzig Arten vertreten. Weltweit gibt es 36 Untergattungen mit etwa dreitausend Arten.

## Beschreibung des Käfers
Der Kopf des Zweipunktigen Eichenprachtkäfers ist kurz, von oben gesehen etwa dreimal so breit wie lang. Die Oberlippe ist rechteckig. Die Oberkiefer sind stark, gebogen, zugespitzt, auf der inneren Seite ausgeschnitten mit einem stumpfen Zahn. Der Kiefertaster ist viergliedrig, das erste Glied sehr klein, das zweite lang und das letzte verdickt. Das Lippentasterendglied ist groß und keulenförmig. Die elfgliedrigen Fühler sind kurz, ab dem vierten Glied nach innen gesägt und über der Höhe des Unterrandes der Augen eingelenkt (Bild 7). Die Augen sind groß, ihr Hinterrand verläuft parallel und in kleinem Abstand zum seitlichen Vorderrand des Halsschildes. Die vertikale Ausdehnung ist viel größer als die horizontale (Bild 1, Bild 7).
Der Halsschild ist viel breiter als lang. Als gattungstypisches Merkmal trägt er einen doppelten Seitenrand. Der Abstand zwischen dem eigentlichen Seitenrand und der darunter verlaufenden kielartigen Erhöhung ist nahe der Basis des Halsschildes sehr klein und vergrößert sich nach vorn beträchtlich (Bild 1). Über dem Seitenrand an den Hinterwinkeln des Halsschildes befindet sich im Unterschied zu den meisten Arten der Gattung keine kielartige Erhöhung. Vor jeder Flügeldecke ist der Halsschild tief ausgerandet, vor dem Schildchen seicht. Das Schildchen ist dreieckig, hinten spitz zulaufend und hat im vorderen Drittel einen deutlichen Querkiel.
Die Vorderbrust ist nach vorn leicht aufgebogen (Prosternallappen), der Vorderrand nicht spitzwinklig eingeschnitten, sondern nur ausgerandet (Bild 2). Die Verlängerung der Vorderbrust nach hinten (Prosternalfortsatz) verläuft zwischen den Vorderhüften parallel, dann spitzt sie sich dreieckig zu. Dabei überdeckt sie die Mittelbrust, so dass diese scheinbar geteilt ist (Bild 2).
Die Tarsen der Beine sind alle fünfgliedrig, die vier ersten Tarsenglieder sind gelappt. Das erste Glied der Hintertarsen ist länger als die folgenden drei zusammen. Die Krallen besitzen an der Basis je einen Zahn, der beim Weibchen stumpf und breit, beim Männchen lang und spitz ist, so dass die Klauen gespalten wirken. Die Hinterhüften liegen an der Hinterbrust breit an und verbreitern sich nach außen (Bild 4).
Die ersten zwei der fünf sichtbaren Bauchringe (Sternite) sind miteinander verwachsen. Etwa auf der Höhe der Verwachsung ist der Hinterleib am breitesten, danach verjüngt er sich gleichförmig. Das fünfte Sternit ist hinten abgerundet und mit einer einfachen Randfurche versehen, die nicht nach innen ausgebuchtet ist (Bild 5).
Die Flügeldecken sind lang, vorn wenig breiter als der Halsschild, danach leicht nach innen ausgerandet. Im letzten Drittel verschmälern sie sich gleichmäßig und am Hinterende sind sie einzeln verrundet und fein gezähnt. Neben der Schulterbeule sind sie eingedrückt und können dort einen rundlichen Fleck mit weißen Haaren besitzen. Im hinteren Drittel liegt nahe der Naht, an der die Flügeldecken aneinanderstoßen, ein längliches rechteckiges Feld mit weißen Haaren, das gewöhnlich sehr deutlich ist, aber auch fehlen kann. Helle Haarflecken finden sich außerdem an der Außenseite der Hinterhüfte, außen am dritten bis fünften Sternit und auf den Seiten der Hinterleibsabschnitte (Pleurit) außer dem zweiten und meist dem fünften (Bild 4, Bild 5). Da die Flügeldecken seitlich einen Teil des Hinterleibs unbedeckt lassen, fällt vor allem der deutliche weiße Fleck des ersten Pleurits auch von oben betrachtet auf.
Das Männchen ist einfarbig goldgrün, grün oder blau, bei den Weibchen ist Kopf und Halsschild goldgrün.

## Vorkommen
Die Art kommt in Laubwäldern, hauptsächlich Eichenwäldern, an Waldrändern und in Parks vor. Die Käfer sind meist an aufgelichteten Bestandsteilen, besonnten Einzelbäumen und selten auch an Stubben oder dergleichen zu finden.

## Lebensweise
Die Larven (Bild 6) des Zweipunktigen Eichenprachtkäfers leben und fressen  zwischen der Rinde und dem Splint von Eichen, oft zeigen diese Eichen bereits eine verringere Vitalität (Sekundärschädling). Die Imagines leben u. a. auch auf jungen Eichenbäumen.

## Verbreitung
Die Art ist im größten Teil Europas beheimatet. Das Verbreitungsgebiet reicht im Norden bis Südnorwegen und Mittelschweden. In England tritt sie nur selten in Erscheinung. Weitere Verbreitungsgebiete befinden sich im Kaukasus, Nordafrika und im vorderen Kleinasien.

## Natürliche Feinde
Die Larven des Zweipunktigen Eichenprachtkäfers werden von der Schlupfwespenart Deuteroxorides elevator sowie der Brackwespenart Spathius erythrocephalus parasitiert.